# 아파치 액티브MQ
아파치 액티브MQ(영어: Apache ActiveMQ)는 완전한 자바 메시지 서비스(JMS) 클라이언트와 함께 자바(Java)로 작성된 오픈 소스 메시지 브로커이다. 하나 이상의 클라이언트나 서버로부터 통신을 조성시키는 엔터프라이즈 기능들을 제공한다. 지원되는 클라이언트에는 JMS 1.1을 통한 자바 및 기타 여러 언어 간 클라이언트를 포함한다.

## 같이 보기
- 아마존 심플 큐 서비스
- 아마존 심플 노티피케이션 서비스
- 메시지 지향 미들웨어
- 서비스 지향 아키텍처